# Norbert Lamla
Norbert Lamla (* 16. August 1950 in Koźle, Polen) ist ein deutscher Musicaldarsteller.

## Werdegang
Der aus Oberschlesien stammende Lamla erhielt seine Schauspielausbildung an der Folkwang Hochschule in Essen. Nach Rollen am Theater sowie Film- und Fernseharbeit entschied sich Lamla Mitte der 1980er Jahre für eine Gesangsausbildung. Kurz darauf erfolgte im Jahr 1988 sein Durchbruch in der Rolle des Javert in der Uraufführung von Les Miserables im Wiener Raimundtheater. In den darauf folgenden Jahren sang er in den Uraufführungen von Freudiana sowie Elisabeth am Theater an der Wien. Weitere Rollen hatte er als Gefängnisdirektor in Der Kuss der Spinnenfrau und der Disney Musicalproduktion Der Glöckner von Notre Dame, wo er nur aufgrund der kurzfristigen Absage von Steve Barton in der Uraufführung als Frollo besetzt wurde. In den weiteren Jahren war er in der Titelrolle von Sweeney Todd am Staatstheater Mainz und als Dr. Gudden in Ludwig 2 im Festspielhaus Neuschwanstein zu sehen. Im Sommer 2011 war er auch bei der Neuinszenierung von Ludwig 2  in der BigBox in Kempten in seiner Paraderolle als Dr. Bernhard von Gudden zu sehen. Erwähnenswert ist sein Auftritt in der Rolle des Max von Mayerling im Musical Sunset Boulevard, der ihm im Jahr 1995 große Erfolge in Deutschland und Australien bescherte.
Norbert Lamla wohnt in Dinslaken. Seine Freizeit verbringt er am liebsten auf einem Bauernhof im Elsass.

## Rollen (Auswahl)
- Les Miserables (Raimundtheater, Wien) – als „Javert“
- Freudiana (Theater an der Wien, Wien) – als „Dr. Charcot“
- Kuss der Spinnenfrau (Raimundtheater, Wien) – als „Gefängsdirektor“
- Elisabeth (Theater an der Wien, Wien) – als „Max von Bayern“
- Sunset Boulevard (BRD und Australien), – als „Max von Mayerling“
- Der Glöckner von Notre Dame (Musicaltheater, Berlin) – als „Claude Frollo“
- Sweeney Todd (Staatstheater Mainz) – als „Sweeney“
- Les Miserables (Saarländisches Staatstheater, Saarbrücken) – als „Javert“
- Das Mädchen Rosemarie (Capitoltheater, Düsseldorf) – als „Alfons Bruster“
- Ludwig 2 (Musiktheater Füssen, Neuschwanstein) – als „Max von Bayern“ und "Dr.Gudden"
- Ludwig 2 BigBox Kempten, – als „Max von Bayern“ und "Dr.Gudden"
- Les Miserables (Festspiele, Bad Hersfeld) – als „Javert“
- Elisabeth (Theater des Westens, Berlin) – als „Max von Bayern“
- Sweeney Todd (Stadttheater Klagenfurt) – als „Richter Turpin“
- Sunset Boulevard (Theater Magdeburg) – als „Max von Mayerling“
- Der Besuch der alten Dame (Ronacher Wien) – als „Polizist Gerhard Lang“
- Rocky (Palladium Theater Stuttgart) – als „Boxtrainer Mickey“

## Diskografie
- Les Misérables, Deutsche Polygram
- Freudiana, Deutsche Polygram
- Kuss der Spinnenfrau, Deutsche Polygram
- Sunset Boulevard, Deutsche Polygram
- Der Glöckner von Notre Dame, Stella
- Ludwig 2, Castalbum
- Der Besuch der alten Dame, Castalbum